# جيمس ويلينغتون ماكلولين
جيمس ويلينغتون ماكلولين هو سياسي كندي، ولد في 24 أغسطس 1840 في كافان في كندا، وتوفي في 9 أغسطس 1903. حزبياً، نشط في الحزب الليبرالي في أونتاريو ‏. وقد انتخب عضو برلمان مقاطعة أونتاريو.